# Петруро-Ирпино
Петруро-Ирпино (итал. Petruro Irpino) — коммуна в Италии, располагается в регионе Кампания, в провинции Авеллино.
Население составляет 446 человек (2008 г.), плотность населения составляет 133 чел./км². Занимает площадь 3 км². Почтовый индекс — 83010. Телефонный код — 0825.
Покровителем коммуны почитается святой апостол Варфоломей, празднование 24 августа.

## Демография
Динамика населения:

## Администрация коммуны
- Официальный сайт: https://web.archive.org/web/20080421204558/http://www.petruroirpinonline.com/